# Деризе, Антуан
Антуан Деризе (фр. Antoine Dérizet; 16 ноября 1685, Лион — 6 октября 1768, Рим) — французский архитектор переходного периода от позднего барокко к неоклассицизму. Большую часть своей жизни прожил в Италии, работал в Риме. Теоретик архитектуры неоклассицизма.

## Биография
Антуан Деризе родился в Лионе в семье Франсуа Деризе, мастера шёлковой фабрики Катарины Сиберт. О профессиональной подготовке лионского архитектора известно мало, хотя вполне вероятно, что он учился в родном городе. Затем он переехал в Париж, где в основном посвятил себя изучению ювелирного искусства.

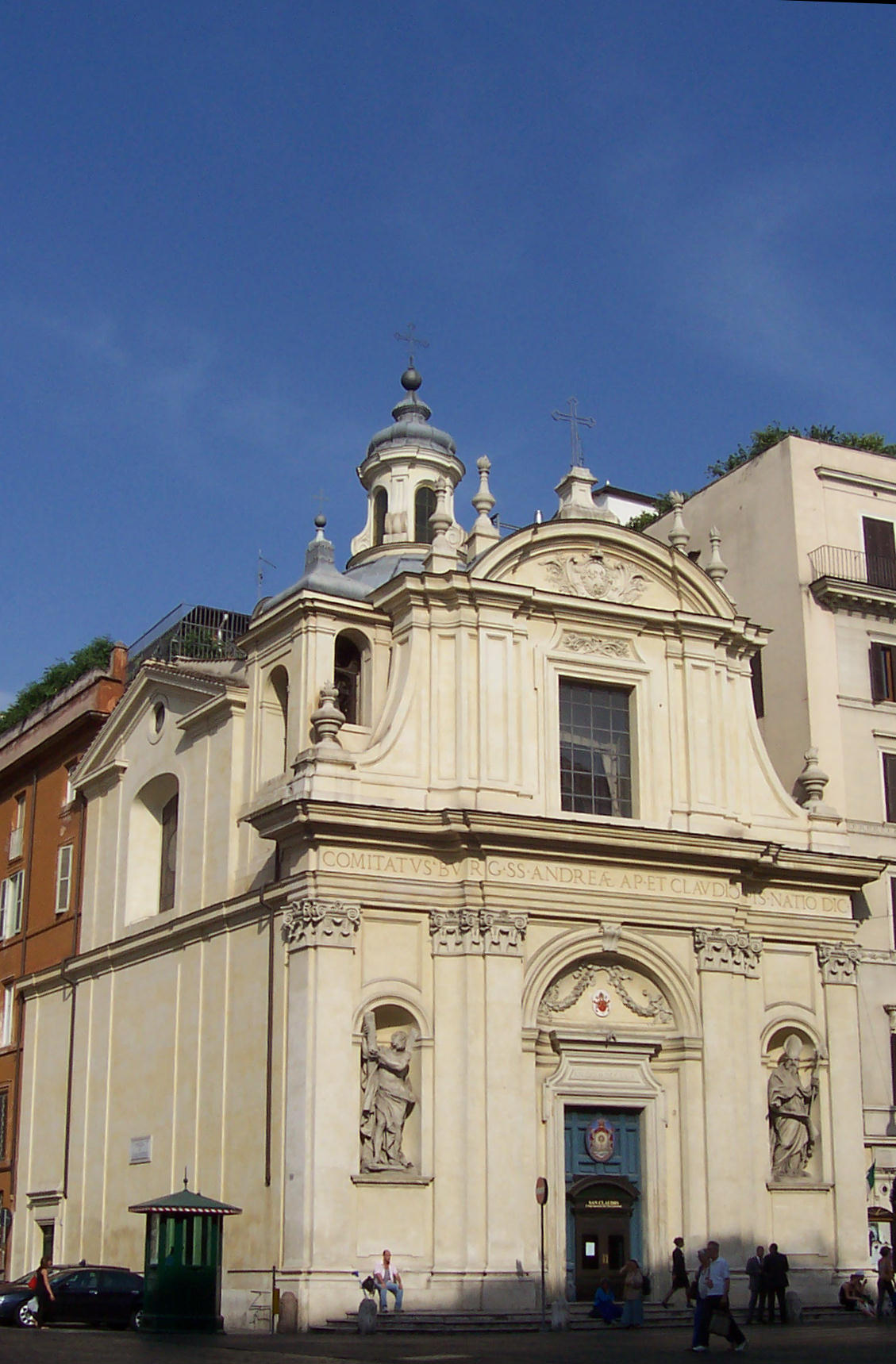
Церковь святых Клавдия и Андрея Бургундских в Риме. Главный фасад

В конце 1710-х годов он посещал Королевскую академию архитектуры под руководством Антуана Дегоде, выиграв в 1720 году первый конкурс, организованный Академией на получение Римской премии, он уехал в 1723 году во Французскую академию в Риме. В 1728 году Антуан Деризе получил кафедру геометрии и перспективы в Академии Святого Луки в Риме, где смог обучать многих архитекторов, включая Бернардо Виттоне и Джакомо Кваренги.
Деризе вошел в римскую художественную и интеллектуальную среду, с которой он разделял многие вкусы и идеи, типичные для своего времени, вступая в контакт с художниками и городскими деятелями, такими как семья Корсини, кардинал Лодовико Пико, архитектор Алессандро Галилей, художник Никколо Риччолини, скульпторы Джамбаттиста Майни и Филиппо делла Валле. С 1729 года он был членом конгрегации церкви Сан-Луиджи-дей-Франчези, под юрисдикцией которой находились все французские религиозные постройки и владения на территории Папского государства; эта роль привела к тому, что он получил контроль над всеми работами, связанными с этими зданиями.
Деризе руководил реставрационными работами в церкви святых Клавдия и Андрея Бургундских (La chiesa di Santi Claudio e Andrea dei Borgognoni), построил церковь Пресвятого имени Марии на Форуме Траяна (Ss. Nome di Maria al Foro Traiano, 1736—1738), оформлял интерьер церкви Сан-Луиджи-дей-Франчези (1749—1764) в Риме. Вопреки барочной традиции Деризе выступал за возврат к классицистическим архитектурным формам, развивал теорию эквивалентности музыкальных гармонических интервалов и архитектурных пропорций. Антуан Деризе стремился следовать принципам центрической планировки зданий эпохи Высокого Возрождения в Италии по заветам Донато Браманте, а также планировки храмов типа греческого креста. На Деризе также, безусловно, повлияли идеи архитектора и математика Франсуа Блонделя, который в своём «Курсе архитектуры» (Cours d’Architecture), одним из первых сформулировал принципы рационализма классицистической эстетики.
Он также знакомил французских художников, таких как Шарль-Жозеф Натуар, Жан-Жак Каффиери, Огюстен Пажу, Мишель-Бартелеми Азон и Гийом Вуарио с представителями римских и флорентийских аристократических семей. В 1757 году он женился на Анне Короне, от которой у него было трое детей. Он умер в Риме 6 октября 1768 года.
Деризе читал лекции в Академии Святого Луки по теории гармонии в музыке и архитектуре. Эти теории, сложившиеся в эпоху Возрождения, к тому времени вышли из употребления. Архитектор Дж. Кваренги слушал эти лекции около года, но они, согласно его замечаниям в письмах к математику Александру Барке в Падуе, «не смогли его убедить».
Близким другом Антуана Деризе был художник-коллекционер Адриaн Манглар (1695—1760), его соотечественник по Академии.